# Якубовский, Егор Осипович
Егор Осипович Якубовский (1820 — не ранее 1853) — российский врач, автор ряда научных трудов по медицине; статский советник.

## Биография
Егор Якубовский родился в 1820 году; происходил из духовного звания. Образование получил в Императорской Санкт-Петербургской медико-хирургической академии, откуда вышел в 1843 году со званием лекаря и тогда же определился в Ревельский егерский полк, с прикомандированием ко 2-му сухопутному госпиталю.
В 1850 году Егор Осипович Якубовский перешёл служить городским врачом в город Сергачевск, Нижегородской губернии, а через три года перевелся на должность уездного врача в город Ардатов.
Перу Е. О. Якубовского принадлежат следующие напечатанные научные труды: 1) «Atresia ani у шестимесячной девочки, сообщение прямой кишки с предматочником, операция, излечение» («Medicinische Zeitung Russlands», 1851 г., стр. 134, и «Друг здравия», 1851 г., № 8); 2) «Волокнистый нарост в левом полушарии мозга» («Военно-медицинский журнал», 1853 г., ч. 62, книга 2) и 3) «Выздоровление при ранении лба до мозга с потерей существа его» («Военно-медицинский журнал», 1854 г., часть 63, книга I).